# Новосёлов, Сергей Павлович
Серге́й Па́влович Новосёлов (12 марта 1930, Большие Гари, Лебяжский район, Кировская область, РСФСР, СССР) ― советский и российский деятель здравоохранения. Заместитель министра здравоохранения Марийской АССР (1969―1977), главный врач Республиканской больницы МАССР / Марий Эл (1977―1997). Заслуженный врач Российской Федерации (1995). Почётный гражданин Йошкар-Олы (1989).

## Биография
Родился 12 марта 1930 года в дер. Большие Гари Лебяжского района Кировской области в крестьянской семье. 
В 1948 году окончил Уржумское фельдшерско-акушерское училище, в 1962 году ― Казанский медицинский институт (с отличием).
По окончании института некоторое время работал заведующим фельдшерско-акушерским пунктом в Якутской АССР. Затем направлен в Марийскую АССР: фельдшер в п. Сернур, врач-отоларинголог в г. Волжске, в 1965―1969 годах ― главный врач Волжской центральной районной больницы, с 1969 года ― заместитель министра здравоохранения, в 1977―1997 годах ― главный врач Республиканской больницы Марийской АССР. За время руководства больницей значительно расширил её материально-техническую базу: построено 3 новых корпуса, открыто 8 специализированных отделений, в 2 раза увеличено число коек для пациентов!
За многолетнюю добросовестную работу по охране здоровья населения и активное участие в жизни города в 1989 году ему присвоено звание «Почётный гражданин Йошкар-Олы». За заслуги в области здравоохранения и многолетний добросовестный труд в 1995 году ему присвоено почётное звание «Заслуженный врач Российской Федерации». Награждён орденом «Знак Почёта» и медалями, в том числе медалью «За доблестный труд в Великой Отечественной войне 1941―1945 гг.», а также Почётной грамотой Президиума Верховного Совета Марийской АССР.
В настоящее время находится на пенсии, проживает в г. Йошкар-Оле Марий Эл. 

## Признание заслуг
- Заслуженный врач Российской Федерации (21.06.1995)[2][3][8]
- Заслуженный врач Марийской АССР (1976)[2][3]
- Почётный гражданин Йошкар-Олы (1989)[2][3] ― за многолетнюю добросовестную работу по охране здоровья населения и активное участие в жизни города[4]
- Орден Октябрьской Революции[4]
- Орден «Знак Почёта» (1971)[2][3][4]
- Медаль «За доблестный труд в Великой Отечественной войне 1941—1945 гг.»[4]
- Медаль «За доблестный труд. В ознаменование 100-летия со дня рождения Владимира Ильича Ленина» [4]
- Юбилейная медаль «75 лет Победы в Великой Отечественной войне 1941—1945 гг.»[4]
- Почётная грамота Президиума Верховного Совета Марийской АССР (1980)[2][3][4]